# Grötzingen (Karlsruhe)
Grötzingen ist ein Stadtteil am östlichen Rand von Karlsruhe. Grötzingen wurde am 1. Januar 1974 nach Karlsruhe eingemeindet, umfasst 11,3 km² und hatte am 30. Juni 2014 9.168 Einwohner.

## Geschichte

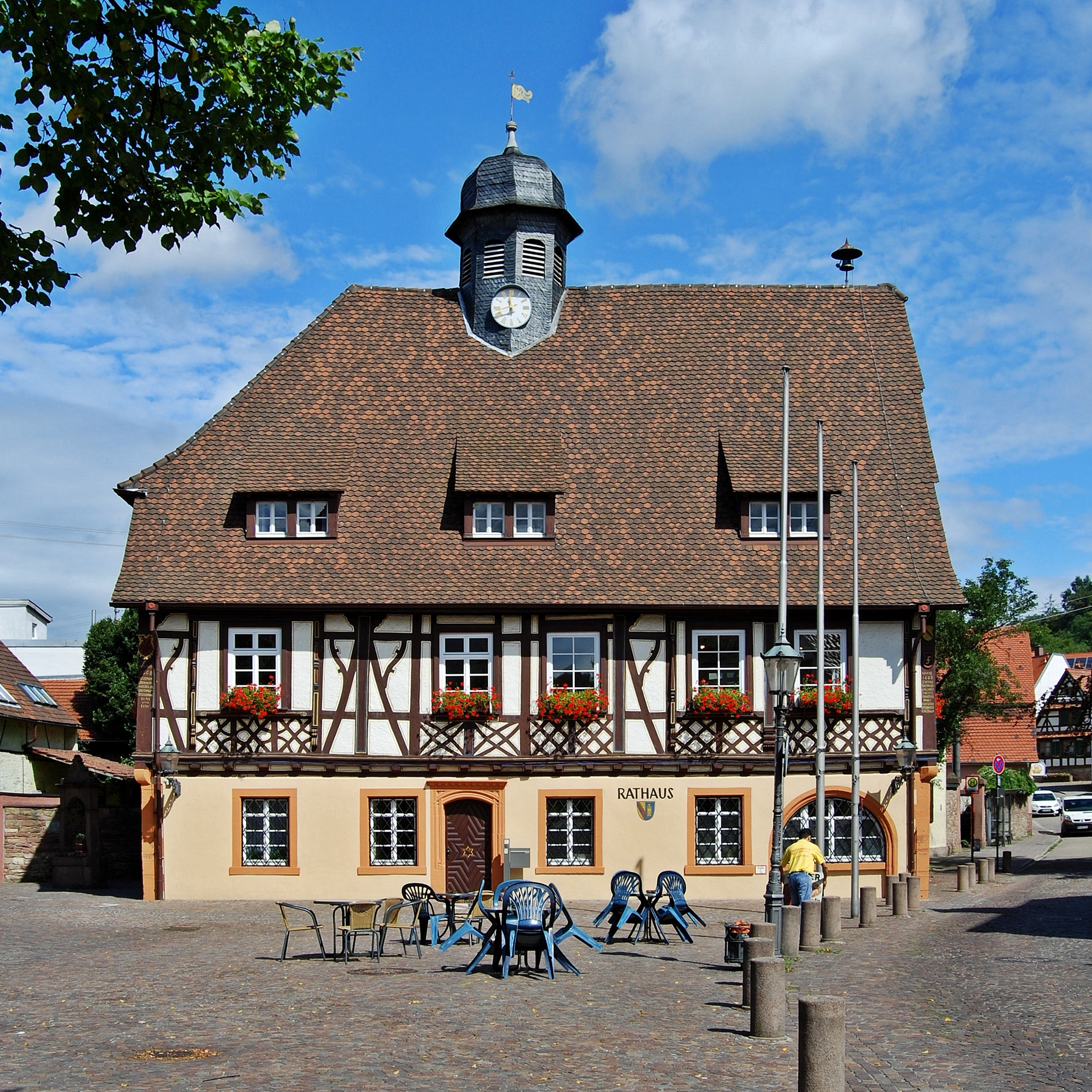
Rathaus und Dorfplatz von Grötzingen

Erste Ansiedlungen sind für das 4. und 7. Jahrhundert nördlich und südlich der Pfinz nachgewiesen. Erstmals urkundlich erwähnt wurde „Grezingen“, wie es nach dem damals Sippenältesten Grezzo benannt wurde, im Zusammenhang mit dem Salischen Kirchenraub im Jahre 985, wodurch der Ort seinem bisherigen Besitzer, dem elsässischen Kloster Weißenburg entzogen wurde. Über die Salier gelangte Grötzingen im 12. Jahrhundert in den Besitz des Adelsgeschlechts der Staufer. Zu dieser Zeit wurde auf Grötzinger Gemarkung Durlach gegründet. Bei einem im 13. Jahrhundert genannten Kastell dürfte es sich sehr wahrscheinlich um die Burg auf dem Turmberg handeln, der den Grötzinger Grafen als Herrensitz diente. Die Kirche im Ort mit der bekannten gedrehten Turmspitze wurde erstmals 1255 erwähnt.
In Grötzingen befindet sich Schloss Augustenburg, benannt nach der Markgräfin Auguste-Maria von Baden-Durlach.
Der Ort ist in Altkircher-, Ober-, Unter- und Mittelviertel eingeteilt. Das Rathaus, das, ursprünglich 1584 erbaut, seine heutige Form 1688 erhielt, liegt im Mittelviertel. Im 16. und 17. Jahrhundert wurde Grötzingen durch die Pest, den Dreißigjährigen Krieg und schließlich den Pfälzischen Erbfolgekrieg schwer in Mitleidenschaft gezogen und teilweise niedergebrannt.

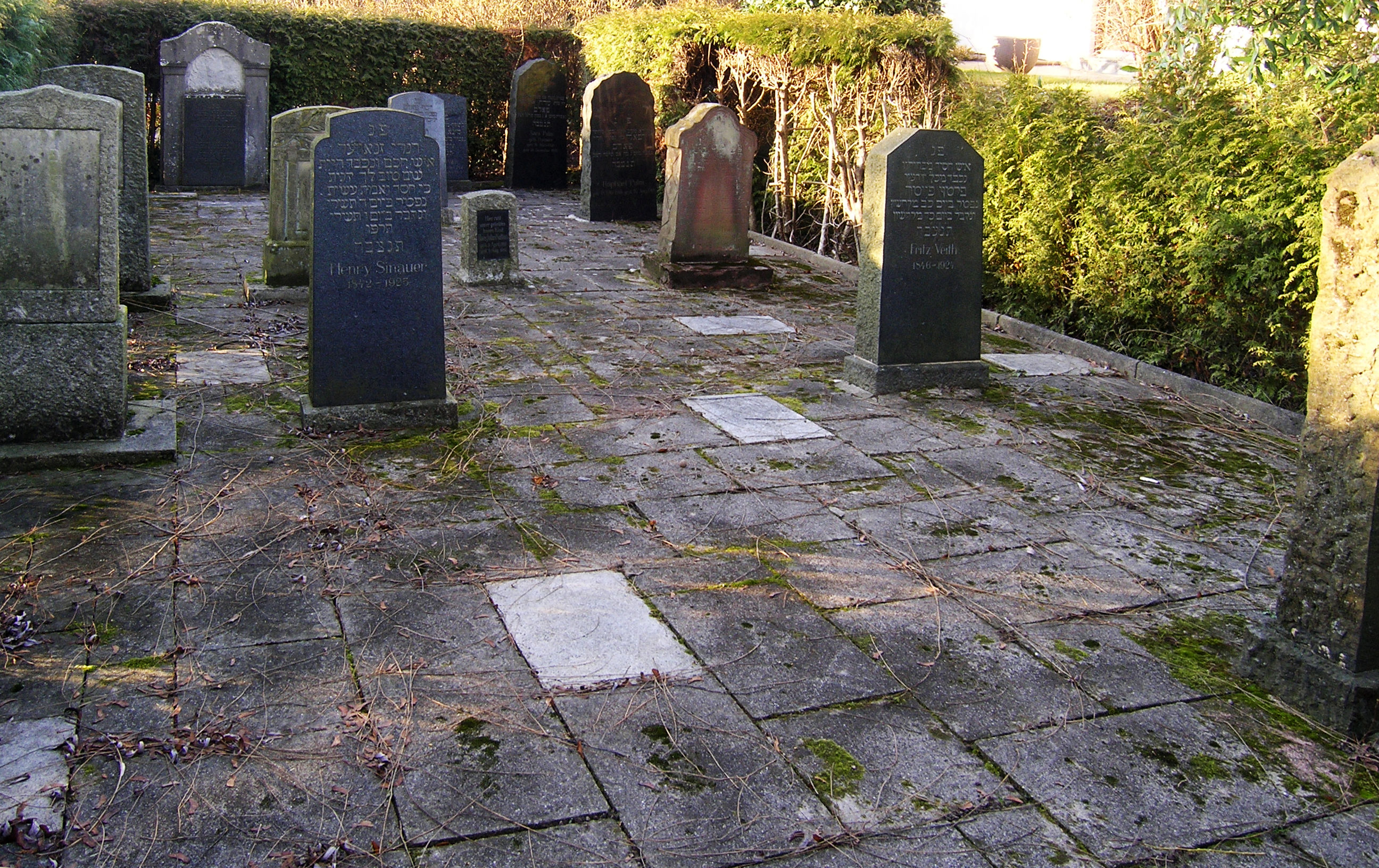
Jüdischer Friedhof Grötzingen

Im September 1936 lebte in Grötzingen eine kleine jüdische Gemeinde mit etwa 20 Mitgliedern. Während der Novemberpogrome in der Nacht vom 9. auf den 10. November 1938 kam es auch hier zu Ausschreitungen. Hierbei wurde die Synagoge geschändet und stark beschädigt, aber – aufgrund des Hinweises der Nachbarn, dass auch ihre Häuser gefährdet seien – nicht angezündet. Sie wurde schließlich Anfang 1939 im Auftrag der Gemeinde abgerissen. Damit gab es kein religiöses Gemeindeleben der Juden in Grötzingen mehr. Nachdem man sie teilweise für mehrere Wochen ins Konzentrationslager Dachau verschleppt hatte, verließen viele jüdische Familien das Land. Am 22. Oktober 1940 schließlich mussten die letzten zehn noch im Dorf lebenden Menschen jüdischen Glaubens auf einen Lastwagen steigen und wurden zusammen mit den anderen Juden aus Baden und der Pfalz nach Südfrankreich in das Lager Camp de Gurs deportiert.
In der Nacht vom 24. auf den 25. April 1944 flogen 600 alliierte Bomber mit 2000 Tonnen Spreng- und Brandbomben Karlsruhe an. Doch während der Markierungen, das heißt dem Abwerfen von Leuchtbomben, so genannten Christbäumen, kam ein Gewittersturm auf, der dazu führte, dass Karlsruhe relativ verschont blieb, die umliegenden Dörfer allerdings schwer leiden mussten. In dieser Nacht wurde Grötzingen zu 24 % zerstört; drei Menschen fanden den Tod.
1889 entstand die Grötzinger Malerkolonie, deren bekannteste Vertreter Friedrich Kallmorgen, Margarethe Hormuth-Kallmorgen, Gustav Kampmann, Karl Biese, Franz Hein, Jenny Fikentscher und Otto Fikentscher waren. Die Gruppe löste sich 1903 endgültig auf. Bis heute sehen sich viele Grötzinger Kulturschaffende in dieser Traditionslinie.
Im Zuge der Baden-Württembergischen Gemeindereform fand am 11. März 1973 eine Abstimmung zum Beitritt Grötzingens zur Gemeinde Pfinztal statt. 63 % stimmten mit Ja und 36 % mit Nein, aufgrund der Wahlbeteiligung befürworteten aber nur 44,58 % der Wahlberechtigten einen Beitritt, so dass der Gemeinderat nicht an diese Abstimmung gebunden war. Nach dessen Votum erfolgte am 1. Januar 1974 die Eingemeindung nach Karlsruhe.

## Verkehr

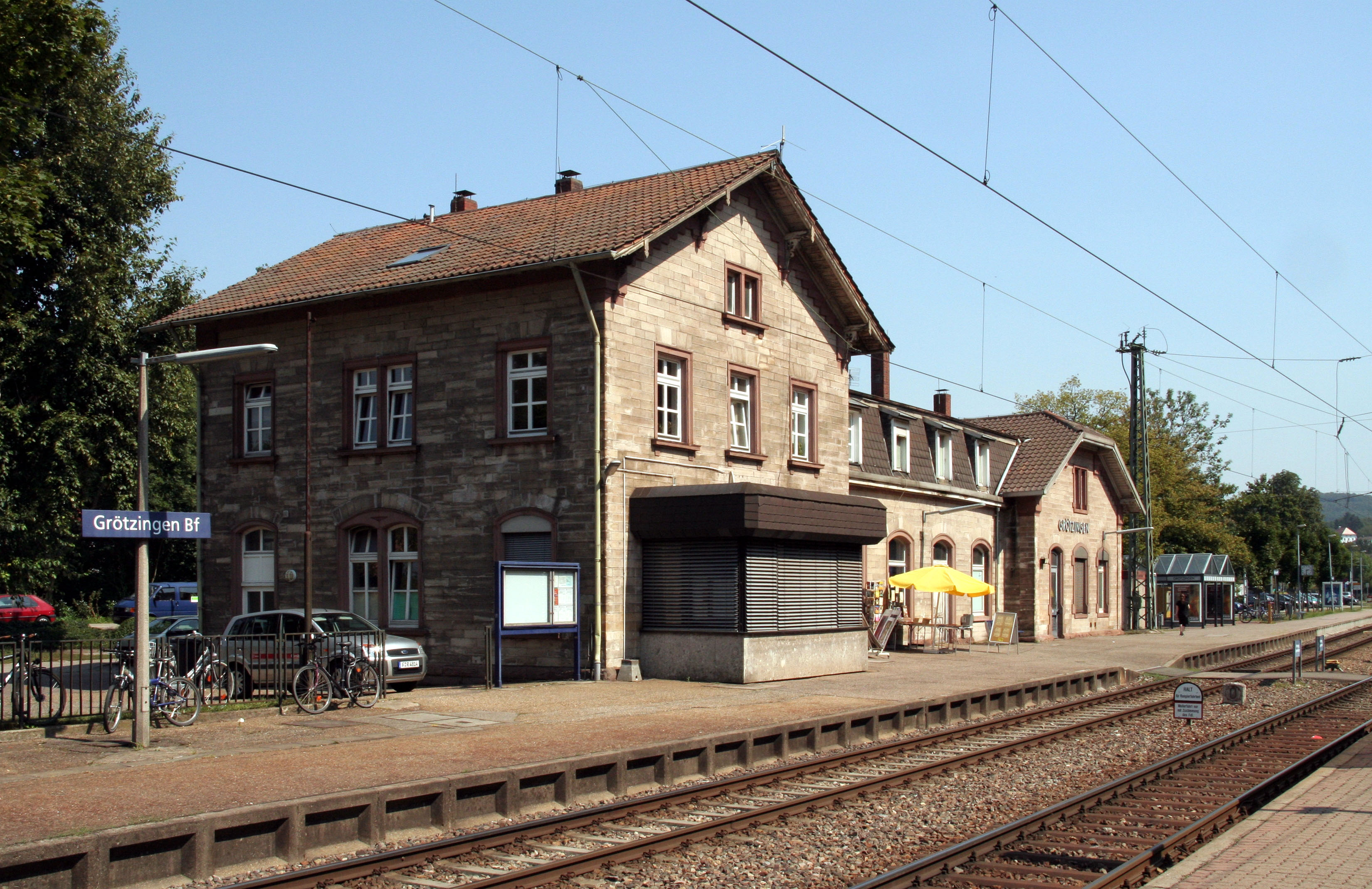
Bahnhof Grötzingen

Der Bahnhof Grötzingen liegt an der Bahnstrecke Karlsruhe–Mühlacker. Hier zweigt die Kraichgaubahn nach Heilbronn ab. Am Bahnhof Grötzingen halten ausschließlich Züge der Stadtbahn Karlsruhe.

### Linien
| Linie | Linienverlauf | Takt                                             |
| ----- | --- | ------------------------------------------------ |
| S 5   | Wörth (Rhein) Badepark – Wörth (Rhein) – KA Rheinbergstraße – KA Entenfang – KA Europaplatz – KA Marktplatz – KA Tullastraße/Alter Schlachthof – KA Durlach Bahnhof – KA Grötzingen – Berghausen (Baden) – Söllingen (b. KA) – Wilferdingen-Singen – Pforzheim Hbf                                                 | 10-Minuten-Takt, eine Taktlage durch S51 ersetzt |
| S 51  | Germersheim – Rheinzabern – Wörth (Rhein) – KA Rheinbergstraße – KA Entenfang – KA Europaplatz – KA Marktplatz – KA Tullastraße/Alter Schlachthof – KA Durlach Bahnhof – KA Grötzingen – Berghausen (Baden) – Söllingen (b. KA) Reetzstraße                                                                        | Stundentakt                                      |
| S 4   | KA Albtalbahnhof – KA Hbf/Vorplatz – KA Marktplatz – KA Tullastraße/Alter Schlachthof – KA Durlach – KA Grötzingen – Jöhlingen – Bretten – Bretten-Gölshausen – Flehingen – Eppingen – Schwaigern West – Leingarten – HN Hbf/Willy-Brandt-Platz – HN Pfühlpark – Eschenau (b. HN) – Öhringen Hbf – Öhringen Cappel | 20/40-Minuten-Takt                               |

## Kultur und Sehenswürdigkeiten
Die ehemalige Diedelsheimer Mühle, heute Mühlen-Freilichtmuseum, An der Pfinz 27.

### Historischer Rundgang
1991 wurde von Hans Knab zum 1000-jährigen Ortsjubiläum der Historische Rundgang eingerichtet, der mit Bildern und Texten auf 38 Informationstafeln Einblicke in die Vergangenheit Grötzingens gewährt. Teile der Bilder basieren auf Gemälden und Zeichnungen seines Großvaters Friedrich Kallmorgen, eines Mitbegründers der Grötzinger Malerkolonie, einer Künstlerkolonie nach dem Vorbild Worpswedes. 2012 wurden die Tafeln durch neu gestaltete Stelen ersetzt. Die Texte auf den Stelen basieren auf den ursprünglichen Texten Knabs und wurden von Simone Maria Dietz überarbeitet.

### Ferienstraßen
1888, im Jahre der Gründung der Grötzinger Malerkolonie, fuhr Bertha Benz mit ihren beiden Söhnen von Mannheim über Grötzingen nach Pforzheim. An diese erste automobile Fernfahrt der Geschichte erinnert seit 2008 die Bertha Benz Memorial Route, die durch Grötzingen führt.